# القيادة عبر الثقافات
يسعى علم النفس بين الثقافات إلى فهم كيف يتفاعل أفراد الثقافات المختلفة مع بعضهم البعض. ومع مرور الوقت، تطورت القيادة عبر الثقافات كأداة لفهم القادة الذين يشتغلون في السوق المعولمة حديثًا. حيث أن المنظمات العالمية اليوم بحاجة إلى قادة يمكنهم التكيف مع البيئات المختلفة بسرعة والعمل مع الشركاء والموظفين من الثقافات الأخرى. لا يمكن القول أن المدير الناجح في بلد ما سيكون ناجحاً في بلد آخر.

## النظريات والأبحاث ذات الصلة

### نظرية القيادة الضمنية
تؤكد نظرية القيادة الضمنية (ن ق ض) على أن افتراضات الناس الأساسية والقوالب النمطية والمعتقدات والمخططات التي تؤثر على المدى الذي ينظرون إليه على أنه شخص جيد. وذلك نظرًا أن الناس عبر الثقافات يميلون إلى الاحتفاظ بمعتقدات ضمنية ومخططات ونماذج نمطية متعددة، لذلك فإنه من الطبيعي أن تختلف معتقداتهم الأساسية مما يجعل القائد الجيد يختلف عبر الثقافات.

### أبعاد هوفستد الثقافية
تعتبر أبعاد هوفستد للثقافة واحدة من الدراسات البارزة والمؤثرة حتى الآن، وذلك فيما يتعلق بالقيادة في عالم العولمة. حيث كشفت الدراسة عن أوجه التماثل والاختلاف بين الثقافات وكما أكدت على ضرورة أن تكون متفتحة الذهن وذلك لفهم الاختلافات في الثقافات الأخرى. تستخدم أبعاد هوفستيد ستة أبعاد للثقافة لمقارنة الثقافات وذلك لإعطاء القادة فهما ً لكيفية ضبط طرق قيادتهم، وفقًا لذلك تتضمن هذه الأبعاد: الفردية / الجماعية، المؤنث / المذكر، مسافة القوة، تجنب عدم اليقين، التوجه طويل الأجل / القصير الأجل، التساهل / ضبط النفس.

### ْع ق ت س ف
مشروع وبحث القيادة العالمية وفعالية السلوك التنظيمي (GLOBE) حيث دمجت هذه الدراسة كلاً من ILT وأبعاد هوفستد في دراسة بحثية تعتبرهي الفريدة من نوعها. وقد توسعت دراسة GLOBE ال ILT حيث حوت أفراداً من ثقافة مشتركة وذلك من أجل الحفاظ على اعتقاد مشترك ومستقر نسبياً حول القادة، والذي يختلف من ثقافة إلى أخرى. وقد تمت تسميتها نظرية القيادة الضمنية المدعومة ثقافياً (CLT). وقد توصلت دراسة GLOBE إلى الأبعاد التسعة وهي كالتالي: تجنب عدم اليقين، ومسافة السلطة، والجماعية الأولى: الجماعية المجتمعية، والجماعية الثانية: الجماعية الجماعية، والمساواة بين الجنسين، والحزم، والتوجه المستقبلي، والتوجه نحو الأداء، والتوجه الإنساني. ترتبط بعض تلك الأبعاد بالبعد الخاص بهوفستيد. ومع ذلك، فهي تختلف عن أبعاد GLOBE التمييز بين القيم الثقافية والممارسات الثقافية، بدلا من أبعاد هوفستد.

### أساليب القيادة

#### القيادة الأبوية
القيادة الأبوية "تجمع بين الانضباط والسلطة القوية مع الإحسان الأبوي والنزاهة الأخلاقية في جو" شخصي ". :94 وتتألف القيادة الأبوية من ثلاثة عناصر أساسية: الاستبداد، والإحسان، والقيادة الأخلاقية. وفي جذورها، تشير القيادة الأبوية إلى العلاقة الهرمية التي يتأخذ فيها القائد المصلحة الشخصية في حياة العمال المهنية والشخصية بطريقة تشابه طريقة الاباء، وفي المقابل تتوقع الولاء والاحترام. يريد هؤلاء القادة تحويل فريق إلى مجموعة تشبه العائلة. كما ويرغبون في معرفة نوعية حياة الموظفين بشكل عام كالهوايات وحالة الوالدين الصحية وتعليم الأطفال.
لقد تم عمل قدر ضخم من البحوث حول مدى انتشار هذه الطريقة في القيادية وفي منظمات الأعمال غير الغربية، وهو مما يشير إلى انتشار القيادة الأبوية في بلدان مثل الصين القارية وتايوان. ومع ذلك، فلقد تم عمل أبحاث أقل بكثير حول ما إذا كانت القيادة الأبوية موجودة في الثقافات الغربية. ففي الآونة الأخيرة، كانت هناك ازدياد في الاهتمام الذي توليه القيادة الأبوية في الثقافات غير الغربية، وعلى الرغم من أنه يعتبر مجالاً جديد نسبيًا في مجال البحوث القيادية، فقد تم العثور على أدلة تدعم العلاقة بين الأبوية ومواقف العمل الإيجابية في العديد من الثقافات، بما في ذلك ثقافات الشرق الأوسط وأمريكا اللاتينية وآسيا والمحيط الهادئ. فلقد وُجد أن القيادة الأبوية ترتبط بشكل إيجابي بالرضا الوظيفي في الهند ولكن ليس في الولايات المتحدة. ففي كلا البلدين، كانت القيادة الأبوية ترتبط ارتباطاً إيجابيا بتبادل القائد بين الأعضاء والالتزام التنظيمي.

#### القيادة التحويلية والمعاملات
القيادة التحويلية تعرف بطريقة فضفاضة على أنها نماذج للقيادة الكاريزمية الذي يحشد فيه المرؤوسين حول هدف مشترك بحماس ودعم. وتتميز القيادة بالمعاملات بعلاقة بين العطاء والأخذ باستخدام المكافآت كحافز.
في دراسة استقصائية في عام 2004 للموظفين في 10 بنوك مختلفة، حيث أشارت الاجابات إلى أنه 3 فقط من العوامل السبعة التي تم العثور عليها في طريقة القيادة المثالي في مصر تتناسب مع العوامل الأمريكية. أما الأربعة الأخرى فلقد كانت تعتبر فريدة من نوعها لمصر أو حتى للشرق الأوسط بشكل عام. حيث تشير هذه النتائج إلى عدم القدرة على افتراض أن قيادة المعاملات والتحويلية ستنجح في الثقافات غير الغربية. ففي دراسة لقيادة المعاملات والتحولات في الصين وأستراليا، توقعت القيادة التحويلية بالأداء والثقة في السكان الأستراليين، ولكنها تنبأت فقط بالثقة، وليس في الأداء، بينما في الشعب الصيني فقيادة المعاملات لا تتوقع الثقة أو الأداء في أي من السكان.
ومع ذلك، فقد شهدت نتائج أخرى وجودًا قويًا للقيادة التحويلية و/ أو القيادة في الصين والهند وكينيا والولايات المتحدة  يستجيب Allocentrists ، على غرار المجموعات الجماعية، بشكل أكثر إيجابية للقيادة التحويلية لأنهم يوحدون الأفراد حول هدف مشترك. أصحاب الألفة (الأفراد الموجودون في الثقافات الفردية) أكثر قابلية لقادة المعاملات الذين يكافئون الأفراد على العمل الجاد والنجاح وأقل قابلية للقادة الذين يشجعون العمل الجماعي ويقللون من الهوية الفردية.

## التعريفات

### القيادة التنظيمية والثقافة
في الأدب القيادي، هناك عدم إجماع في الآراء حول كيفية تحديد القيادة عبر الثقافة والإشارة إليها. ففي دراسة GLOBE ، لا يحدد الباحثون على وجه التحديد القيادة عبر الثقافات؛ بل إن هم يحددون الخطوط العريضة في عنصرين وهي: القيادة التنظيمية والثقافة. يصف المؤلفون القيادة التنظيمية بأنها "قدرة الفرد على التأثير على الآخرين وتحفيزهم وتمكينهم من المساهمة في فعالية ونجاح المنظمات التي ينتمون إليها". :494 يلاحظ المؤلفون أنه لا يوجد تعريف عالمي للثقافة، لكن تعريف GLOBE يشمل "الدوافع والقيم والمعتقدات والهويات والتفسيرات أو معاني الأحداث الهامة التي تنشأ عن التجارب المشتركة لأعضاء المجموعات الجماعية ويتم نقلها" عبر الأجيال العمرية ". :494–495

### التنفيذي الدولي
هنالك أيضاً مصطلح آخر للقائد عبر الثقافات هو «المدير التنفيذي الدولي»، والمعروف باسم «المسؤول التنفيذي الذي يكون في وظيفة مع بعض النطاق الدولي، سواء في مهمة المغتربين أو في وظيفة التعامل مع القضايا الدولية بشكل عام». :7

### القيادة العالمية
يمكن تعريف القيادة العالمية على أنها «عملية للتأثير على أفكار ومواقف وسلوكيات المجتمع العالمي للعمل معا بشكل تآزري نحو رؤية مشتركة وذات أهداف مشتركة». :204 هنالك ستة أبعاد رئيسية لكفاءات القائد العالمي: مهارات العلاقات بين الثقافات والسمات والقيم والتوجه المعرفي وخبرة العمل العالمية وخبرة التنظيم العالمية والرؤية.

## التفعيل
في البحث عن السلطة التنفيذية الدولية، سبريتيزر وآخرون. (1997) فقد وجد أن الذكاء العام ومعرفة الأعمال ومهارات التعامل مع الآخرين والالتزام والشجاعة وسهولة في التعامل مع القضايا المشتركة بين الثقافات هي سمات يتردد صداها عبر الأدب في توضيح التنفيذي الدولي الناجح. كما أشاروا إلى عدم وجود تنبؤات للأبحاث الأكاديمية للنجاح «التنفيذي الدولي»، لكنهم يتفقون على أن الشخصية المفتوحة والمرونة والقيادة والمهارات اللغوية تساهم جميعها في عملية التنفيذي الدولي الناجح.
بدلاً من تحديد مصطلح للقائد، يصف كلاً من رنش ومووت وآبي (2009) سمة محددة تنسب إلى القيادة متعددة الثقافات المعروفة باسم أخذ المنظور متعدد الثقافات : وهو أن قدرة هؤلاء القادة على "أخذ منظور شخص آخر في المجال الثقافي" السياق، لتطبيق العدسات الثقافية، والتكيف بسرعة عند مواجهة الأفراد أو الجماعات من ثقافات غير مألوفة ".
يشير السلوك التنظيمي بين الثقافات إلى أن السلوكيات الشاملة التي يجب أن يجسدها القائد بين الثقافات؛ أي «أوجه التشابه والاختلاف بين الثقافات في العمليات والسلوكيات في العمل، وديناميات واجهات الثقافات المشتركة في السياقات المحلية والدولية متعددة الثقافات». :480 في الأعمال التجارية الدولية، تشير إلى الكفاءة بين الثقافات وإلى «فعالية الفرد في الاعتماد على مجموعة من المعرفة والمهارات والسمات الشخصية من أجل العمل بنجاح مع أشخاص من خلفيات ثقافية وطنية مختلفة في الداخل أو في الخارج». :530 لا ينصب التركيز هنا على اكتساب المعرفة، بل على كيفية استخدام الفرد للمعرفة التي اكتسبها بالفعل.
في دراسة مماثلة أجراها آبي وآخرون. (2007)، وقد تم العثور على نفس مفهوم الكفاءة بين الثقافات (المشار إليها هنا باسم 3C)، وذلك لتمكين القادة من التفاعل في أي ثقافة، على عكس اللغة والمعارف الإقليمية، والتي تعمل فقط في ثقافات محددة. 3C ديناميكية وهي قابلة للتطوير مع مرور الوقت. أنشأ المؤلفون ثلاثة مكونات للكفاءة بين الثقافات، والتي تشمل المعرفة والإدراك، والوعي الثقافي، ومخطط عبر الثقافات، والتعقيد المعرفي. آبي وآخرون. (2007) وجد أن القائد سوف ينجح في العمل في ثقافة أخرى إذا تم استيفاء المجالات الشخصية والعمل والشخصية.

## الآثار المترتبة على الممارسة
يمكن رؤية آثار هذه الحاجة على قادة الثقافات في إدارات الموارد البشرية داخل هذه المنظمات العالمية. هناك اتفاق قوي عبر الأدبيات على أن عملية الاختيار تلعب دورًا أساسياً في تعيين الأشخاص الذين سيكونون أكثر القادة الفاعلين بين الثقافات. كما فصلت المقالات سمات شخصية محددة والاختلافات الفردية التي تعزز جودة القيادة عبر الثقافات لبيئة متعددة الثقافات. كما يؤكدون جميعهم على الحاجة إلى توظيف الأفراد الذين لديهم بالفعل خبرة دولية واسعة سابقة، إلى جانب قضاء إجازتهم في بلد معين.
بالإضافة إلى ذلك، كانت هناك العديد من الدراسات المنشورة بشأن تأثير التدريب بين الثقافات على نجاح المغتربين.بالرغم من أن البعض لا يتفق ويختلف حول فعالية التدريب، إلا أن معظم المؤلفين يشيرون إلى وجود بعض عوامل النجاح، وإن كانت بسيطة، في التدريب بين الثقافات.كما لا يوجد خلاف حول الحاجة إلى الحساسيات ومهارات التواصل بين الثقافات؛ إنها عملية تحقيق هذه المهارات التي هي في السؤال.
يعتقد Spreitzer ، ماك كل. ماهوني (1997) أن المديرين التنفيذيين يكتسبون هذه المهارات من خلال التعلم المستمر، ومجموعة من المشاريع والخبرات المتمايزة التي تؤدي جميعها إلى خبرات متراكمة. مينتسبيرج وجوسلينج (2002) يتفقان على أن المديرين التنفيذيين يتعلمون من خلال الخبرة ويلاحظون أنهم وصلوا إلى مستواهم بسبب تلك التجارب. كما يضيفون أنه سيكون من المضر للمسؤولين التنفيذيين إزالتهم من تعلمهم التجريبي لوضعهم في الفصل الدراسي وبدلاً من ذلك يشجعون أسلوبًا تعليميًا يدمج التعلم في الفصل أثناء فترات الراحة القصيرة من عملهم، أي ما يقرب من أسبوعين من كل ستة عشر شهرًا. Hechanova et al. (2003) يضيف أنه في التدريب الفعال بين الثقافات الذي توفره العديد من المنظمات هو في الواقع أكثر ضررا من لا شيء على الإطلاق.
وفقًا لـ كالي وبروثرو (1996)، فإن أهم ثلاثة عناصر للعمل الناجح في الخارج تشمل الاستعدادات والدوافع للمغترب وأسرته المباشرة، وقدرات ودوافع النظراء المحليين والتنظيم العام للمشروع. :144 لذلك، على الرغم من أهمية التدريب، لا يمكن تغيير سوى جزء واحد من الجوانب الثلاثة، القدرات الشخصية للوافد، عن طريق التدريب.